# 원펀맨
《원펀맨》(일본어: ワンパンマン)은 ONE이 그린 일본의 웹 만화이다. 2009년 7월 3일부터 웹사이트 상에서 연재 되어 2012년 9월 2일자 방송의 NHK 《넷발(發) 만화혁명》에 의하면 하루 2만회 정도 열람 되어 누계 1000만명 이상이 열람했다고 한다.
리메이크판(작화: 무라타 유스케)이 《이웃집 영 점프》(슈에이샤)에서 2012년 6월 14일부터 연재 되고 있다(6격째 - 14격째만 열람 불가). 리메이크판에서 병기 되고 있는 영문 타이틀은 《ONE-PUNCH-MAN》이다.
모든 적을 원펀치로 쓰러뜨려버리는 히어로, 사이타마가 주인공인 개그류 액션 만화이다. 화수 카운트는 '○격째'(○撃目; ○ 자리에 숫자가 들어간다)로 표기한다.
2011년 6월 24일에 웹 만화 투고 사이트인 니토샤에 등록됐다. 현재도 작품 페이지(ONE의 홈페이지)는 유지되고 있으며 업데이트도 속도는 전에 비해 상당히 느리지만 계속되고 있다.
본 작은 원래 ONE이 컴퓨터용 만화 원고 제작 소프트 ComicStudio의 연습 때문에 집필한 것이었다. 그러나 독자의 반응이 예상보다 좋자, 마지막화까지의 줄거리를 만들어 현재는 그대로 제작한다고 한다.
2015년 3월 12일에 발매된 〈주간 영 점프〉 15호에서 TV 애니메이션화가 발표되어, 2015년 10월부터 12월까지 방영되었다.
이후 제 2기의 제작이 발표되며, 2019년 4월부터 7월까지 방영되었다.
2022년 8월 18일, 제 3기의 제작이 발표되며, 2025년 10월부터 방영될 예정이다.

## 게임
- 원펀맨: 최강의 남자
- Roblox (가장 강력한 전장)

## 리메이크의 전말
《원펀맨》의 독자인 무라타 유스케가 트위터에서 ONE과 접촉하며 함께 만화를 제작하기로 정했다. 당시, ONE는 다른 출판사에서 《원펀맨》을 서적화 하기 위해 다시 그리는 작업을 하고 있었다. 무라타 유스케가 시험 삼아 《원펀맨》의 한 이야기를 그리고 ONE에게 보여준 것을 계기로 작화를 맡게 됐다. 그것이 새로운 웹만화 사이트의 설립을 기획했던 《영 점프》 편집장의 눈에 띄어 《이웃집 영 점프》(슈에이샤) 설립의 간판 작품으로 연재하게 됐었다.

## 줄거리
취업 활동이 막막한 청년, 사이타마는 어느 날 거리에서 날뛰던 카니란테으로부터 턱이 갈라진 소년을 구한다. 그 때, "히어로가 되고 싶다"라는 어린 시절의 꿈을 떠올리며 취업을 그만두고 히어로가 되는 것을 결심하게 된다. 3년의 힘겨운 훈련 끝에 신의 힘을 얻었다. 그는 어떠한 적이라도 일격에 쓰러뜨릴 수 있는 최강의 힘을 손에 넣었지만 그 대가로 감정을 점점 느끼지 못하게 되고, 머리카락을 전부 잃게 된다. 그러나 일격에 승부가 난다는 점에서 전투에 대한 긴장감 등을 잃고 히어로가 된 뒤에도 무기력한 나날을 보내고 있었다. 그런 가운데, 사이타마는 자신이 살고 있는 Z시를 강타한 모스키토 소녀와 대전하다 패배할 뻔했던 사이보그 청년, 제노스를 돕게 된다. 제노스는 사이타마의 강함에 매료되어 그의 제자가 되기로 결심한다.

## 게임
- 원펀맨: 최강의 남자

## 등장인물
※성우는 일본판 성우 / 한국어판 (블루베이판) 성우 / 한국어판 (넷플릭스/대원방송판) 성우 / 북미판 성우로 표기합니다.

### 주요 인물
사이타마 (대머리 망토)(원펀맨)埼玉 (ワンファンマン)
성우 - 후루카와 마코토/김영선/이현/맥스 미틀먼
C급 388위(최하위) 》 C급 342위(음속의 소닉 퇴치) 》 C급 5위(운석 파괴)》 C급 2위(심해족 처치)》 C급 1위(심해왕 처치)》 B급 101위(C급1위에서 승급) 》 B급 63위(불명) 》 B급 33위(보로스 처치. 협회에선 S급을 보조한 것으로 알려졌음) B급 7위(거대괴조 처치) 》 A급 39위(괴인 협회 토벌 기여) 이 이야기의 주인공. 25세. 대머리가 트레이드 마크로, 어떠한 상대든 원펀치로 끝낸다고 해서 '원펀맨'이라는 별명이 붙었다.
스킬: 보통 펀치 짧게 주먹을 내지르는 스킬이다. 사이타마의 평타 스킬이자 매우 간단한 스킬. 하지만 사이타마가 매우 강한 탓에,거의 모든 괴인들이 한방에 터진다.(사이타마의 보통 펀치를 견디면 진정으로 강한 자라는 말도 있다)
연속 보통 펀치: 말 그대로 연속으로 펀치를 내지르는 스킬이다. 이것도 한 손, 양손으로 스킬이 분류된다. 보로스와 싸울 때 이 연속 보통 펀치를 사용하여 보로스를 터뜨린 적이 있다.
발차기:딱 두 번 나온 기술이다. 먼저 킹을 향해 달려오던 가로우를 차버렸고, 가로우와 싸울 때 가로우가 사이타마발레 포탈을 생성하자, 발로 포탈을 차버렸다.(가로우의 포탈을 차는 건 물리법칙을 무시한 것과 같다. 그래서 가로우가 놀랐다)
진심 펀치: 평소에 대충 펀치를 내지르던 사이타마가, 각을 잡고 펀치를 날리는 기술이다. 보로스와 싸울 때 이 진심 펀치를 사용해 보로스를 처치했다. 그리고 리메이크 가로우전에서도 이 기술을 여러 번 볼 수 있다.
진심 밥상 뒤집기: 땅을 들어 올려 사이타마가 공중전을 할 수 있게 만드는 기술이다. 가로우와 싸울 때 이 기술을 사용하여 목성의 위성을 거의 파괴했다. 지면을 너무 높게 들어 올리는 탓에, 이 기술에 당한 상대는 매우 높은 곳으로 떠오르게 된다.(너무 높이 올리는 탓에, 상대의 공간 감각에 혼돈을 준다.)
전방위 진심 펀치: 사이타마가 모든 방향에서 진심 펀치를 날리는 기술이다. 밥상 뒤집기와 연계하여 사용한다.
진심 재채기: 말 그대로 에취! 하는 기술로,이 기술을 써서 목성의 대기를 날린 적이 있다.
방귀: 말 그대로 방귀를 뀌는 기술로, 방귀를 이용한 추진력을 이용해 빠르게 이동하는 기술이다.(가로우전에서 이 기술을 우주에서 사용했는데, 과학적으로 말이 안된다.
데스펀치: 제노스와 싸울 때 이 기술을 사용했고, 사용을 했을 때 (죽을 사) 표시가 나와 데스펀치로 불리게 되었다. 실제로 제노스가 이 스킬에 당했을 때 죽음의 공포를 느꼈다고 한다.
그가 이렇게 강해진 데에는 3년 동안 기본 트레이닝 3종을 매일 100개하고,달리기 10km를 매일 뛰었기 때문이라고 한다. 하지만 그 대가로 머리가 다 빠져 대머리가 되었다. 거의 주변의 분위기를 못 알아채고 식상함을 느낀다.
tmi: 억까를 매우 많이 당했다.
제노스 (귀신 사이보그)じぇのす(鬼 さいぼご)
성우 - 이시카와 카이토/민승우/황창영/잭 애귈러
S급 17위(최하위)》S급 16위(운석파괴 기여)》14위(불명). 19세. 크세노 박사에게서 신체 개조 수술을 받은 사이보그의 청년. 금발이고 눈의 흰자위가 새까맣다. 진화의 집을 소각포로 한 번에 날린 일이 있었다. 사이타마가 모스키토 소녀를 한 방에 처치한 걸 보고 사이타마의 제자가 되었다. 사이타마한테 자꾸 선생님이라고 한다.
스킬은 강하나 타츠마키의 약한 염력에도 기계 팔이 고장 날 정도로 약한 전투력 측정기이다. 사이타마의 집에서는 주로 장보기, 청소하기, 밥하기 등의 살림을 하는 처지다. 인기투표 1~3위 중 거의 1위에 가깝다.
tmi: 팔이 너무 잘 빠져서 그런지, 나중에는 팔이 빠져도 조종해서 되돌아오도록 개조했다.

음속의 소닉 音速の そにく
성우 - 카지 유우키/정재헌/최승훈/에릭 스콧 키머러
닌자 마을 출신으로, 암살부터 경호원까지 무엇이든 맡아 한다는 자칭 "최강의 닌자". 25세. 사이타마를 이긴다는 사실상 불가능한 목표를 갖고 있다. 외모와는 다르게 상당한 개그캐. 사이타마에 의해 음경을 가격 당한 적이 있다. 사이타마와 싸울 때 고자가 될 뻔 했다. 물론 사이타마는 악의가 없었다. 근데 문제는 처음부터 사이타마가 도원단 멤버인 줄 알고 다짜고짜 결투를 신청했다고 한다. 필살기는 "풍인각"이다.

tmi: 음속보다 빠르다고 한다.

팽 (실버 팽)
성우 - 야마지 카즈히로/장광/이재범/윌 배럿
S급 3위. 평소에는 전형적인 호호야이기 때문에, 가급적 상대를 죽이지 않는 것을 목표로 삼고 있다. 가로우의 스승이자 유수암쇄권 사용자.

tmi: 가장 늙은 s급 히어로다.

킹
성우 - 야스모토 히로키/심정민/리치 브라운
S급 7위. 29세. 한쪽 눈에 흉터가 있다. 지상 최강의 남자라고 사람들의 입에 오르내리고 다른 S급 히어로들에게도 경의를 받고 있다. 사실은 그저 평범한 오타쿠.(종종 그냥 길을 걷고 있는데 괴인을 만난다. 그러나 사이타마의 도움으로 목숨을 건진다.) 사이타마와 종종 게임을 같이한다.

tmi: 약간 씹덕이다.

지옥의 후부키
성우 - 하야미 사오리/서유리/김연우/로라 포스트
B급 1위. 23세. 검은 드레스 코트를 입은 장신의 보브컷의 여성. 전율의 타츠마키의 여동생. 타츠마키처럼 염력을 쓴다. B급 히어로들을 모아 팀을 이루고 있다. B급팀의 리더.
tmi:

### 히어로 협회 소속
여기에서 불리는 히어로란, 히어로 협회에 등록된 프로 히어로를 말한다. 명칭은 히어로 협회에서 지어준 히어로명(名)이며, 대부분의 경우 본명이 아니다.
S급 히어로
블래스트
S급 1위. 블래스트는 현재는 행방불명이며 전에 지네 장로를 빈사 상태로 몰고 간 강자이며 닌자 마을의 창시자인 그분(아직 이름이 정해지지 않았다.)과 싸워서 이겼다. 작중에는 행방이 묘연하다. 기술이 알려진 게 없다. 그러나 세상이 멸망할 위기에 처해있을 때 다시 나타난다고 전해진다. (신과 대적하는 존재이기도 하고, 가로우와 사이타마의 펀치가 충돌하면 지구가 터질걸 알고 빠르게 그 둘을 목성 근처까지 포탈로 날려버렸다.)
전율의 타츠마키
S급 2위. 최강의 초능력자로 불리고 염동력을 쓰며 후부키와 자매 관계이다. 엄청난 동안이어서 어려 보여도 사실 그녀는 28살이다.운석을 떨어뜨릴 정도로 S급 2위에 걸맞은 강함을 보여준다. 그러나 너무 강해서 자신보다 약한 사람을 깔보는 성향이 있다.
실버팽: 주요 인물 참조
아토믹 사무라이
S급 4위. 37세이고, 사이타마가 대예언가 '시바바와'가 죽었을 때, S급만 긴급 소환 됐는데, 사이타마까지 불려 가며, 아토믹 사무라이를 만나 '아저씨도 히어로구나!'라고 말하자 아직 37세라며 아저씨가 아니라 한다. A급 최상위 3전사의 스승이며 실버팽과 라이벌이다. 외형은 기본적인 사무라이 복장이며 망토에는 원자가 그려져 있다.
동제
S급 5위. 10살 꼬마이며 항상 사탕을 물고 다니는 게 특징이고, 상당한 두뇌를 자랑하고 있다. 피닉스 사나이를 상대할 때 고전했으나 승리하였다. 메탈 나이트의 전 조수였다. 현재는 네오 히어로즈에 들어갔다.여담으로 시바바와가 죽었을 때 "나 학원 가야 하는데"라는 말을 한 건 학생으로 가는 게 아니라 선생님으로 가는 것이다.
메탈 나이트
S급 7위》S급 6위(운석 파괴에 기여) 상당한 로봇 병기들을 가지고 있으며 제노스에게 미친 사이보그라고 의심을 받고 있다.(구동기사가 제노스를 의심하게 만들었다.)
킹: 주요 인물 참조
좀비맨
S급 8위. 몸이 파괴되어도 칼에 찔려도 살아남는 재생 능력을 갖고 있다. 그러나 S급 최약체 중 하나이다. 지너스 박사의 실험체였으며 사이타마의 강함을 알고 있는 몇 안 되는 인물이다. 홈리스 황제에게 힘을 준 신의 존재를 알고 있기도 한다.
구동기사
S급 9위. 괴인 협회에 쳐들어가서 행방불명이다. 이후 냐앙을 포획한다. 자세한 정보가 없다. 제노스에게 메탈 나이트는 미친 사이보그라고 말해준다. 기술은 전술 변형(향차, 계마, 비차, 각, 금, 은)
돈신
S급 10위. 모든 것을 삼키는 히어로. 독이 있거나 몸집이 큰 괴인도 먹을 수 있다. 기술은 딱히 먹기 뿐이다. 잇몸과의 전투에서 패하였다.
초합금 쿠로비카리
S급 11위. 오로지 맨몸으로 싸우는 남자 근육이 마치 갑옷처럼 단단하여 그 누구도 그의 근육을 뚫지 못한다. 하지만 그가 원하는 것은 기분 좋은 승리이며 각성 가로우한테 패배해 좌절해 현재는 히어로 협회를 탈퇴하고 네오 히어로즈의 트레이너로 활동하고있다. 기술은 몸통박치기 초합금 바주카, 초합금 더블 바주카. 그래도 가로우를 날려버리는 등 S급에 걸맞은 강함을 보여준다. 너무 단단해 강철로도 뚫지 못한다.
번견맨
S급 12위. 강아지 인형 옷을 입고 있고, 움직이지 않고 Q시를 보호하고 있다. 강아지처럼 생활하는 게 특징이다. 가로우를 가지고 놀고 귀급 괴인의 시체로 산을 쌓고 가로우에게 사람이 아니란 평을 받고 S급 중에서 가장 승률이 높은 등 엄청나게 강하다.
섬광의 플래시
S급 13위. 소닉과 같은 마을 출신이며 제 44기를 일으켰던 장본인, 괴인 협회의 용급 괴인 질풍의 윈드와 업화의 플레임을 혼자서 해치운다.(하지만 피닉스 사나이에 의해 부활) 사이타마의 강함을 알고 사이타마를 자신의 제자로 두고 싶어한다. 하지만 은근 허당이다.
귀신 사이보그(제노스):주요 인물 참조
금속배트
S급 15위. 절대 부서지지 않는 쇠 방망이로 공격한다.맞으면서 피를 흘릴수록 강해진다.일부러 배트로 머리를 치기도 한다.
탱크톱 마스터
S급 14위》S급 16위. 탱크톱 군단의 리더이다.전형적인 근접형 히어로. 탱크톱을 입고 싸우며 원작에서는 꽉 끼는 탱크톱을 입고 용급 괴인과 싸운 적이 있다.마음씨가 따뜻하며 은근 허당인 모습도 가끔 보여준다.
탱글탱글 프리즈너
S급 17위. 감옥을 많이 탈출해서 프리즈너라는 이름이 붙었다.주먹으로 연속해서 치는 엔젤 러쉬가 있고, 1기 8화에서 심해왕에게 졌다.S급 중에서 약체다. 그러나 점점 성장해 가는 모습을 보여준다.

#### A급 히어로
꽃미남 가면 아마이마스크
성우 - 미야노 마모루/김승준/남도형/벤 레플리
A급 1위. "아마이마스크"라고 줄여서 불리는 경우가 많다. 인기가 높아서 탤런트・배우・가수도 하고 있다. 게다가, 인기 뿐만이 아니라 S급에 필적하는 전투 능력을 가져, 베어진 그릇을 순식간에 결합하는 것 같은 능력을 지닌 그는 괴인이다. 약한 히어로를 싫어해서 A급 1위에서 버티고 있다.
「악(惡)」에 대한 강한 증오를 갖고 있으며, 일체의 용서도 하지 않는다.
가로우와 싸울 때, 압도적인 힘을 가진 사이타마를 보고 사이타마에게 흥미를 갖게 된다.이후 원작에서 사실은 괴인임이 밝혀졌다.
이아이안
A급 2위. 아토믹 사무라이의 제자로, A급 삼검사 중 한 명. 서양 갑옷을 장비하고 있으며, 발도술을 자랑으로 여기고 있다. 메르자르가르드와의 접전으로 왼팔을 잃었다.
오카마이타치
A급 3위. 아토믹 사무라이의 제자로, A급 삼검사 중 한 명.
이아이안에게서 "카마"라고 불린다. 모든 것을 잘 믿고, 괴인에게 현혹되기 쉽다.
가진 기술은 낫으로 베인듯한 상처를 내는 "비공검(飛空剣)".
부시드릴
A급 4위. 아토믹 사무라이의 제자로, A급 삼검사 중 한명. 노부시(野武士) 모습의 남자이다.
중전차 훈도시
A급 5위. 훈도시만 입은 근육이 왕성한 거한. 가진 기술은 높은 파괴력을 갖춘 "전차포 펀치"이다.
블루 파이어
A급 6위. 중화복을 착용한 삼백안을 가진 청년. 팔에 달린 화염 방사기로 싸운다. 가로우와의 전투에서 오른팔을 잃었다.악을 아마이 마스크만큼 싫어한다.
마술맨
A급 7위. 마술사 차림의 남자.
데스 개틀링
A급 8위. 얼굴에 십(十)자 모양의 상처를 가졌고, 왼팔에 개틀링포를 장착하고 있다.
여러 히어로들과 함께 가로우와 싸웠고 다른 히어로들이 당한 후에 데스 샤워를 사용하나 실패하고 기계 팔이 잘린다.
탱크톱 베지테리언
A급 9위. 야채의 영양가와 탱크톱의 상승 효과로 싸운다. A급 상위라는 타이틀에 걸맞지 않는 약함을 보여준다. 가로우에게 당한 후 탱크톱 마스터와 같이 왔으나 다시 당하고 만다.
스팅거
성우 - 세키 토모카즈/류승곤
A급 11위→A급 10위. 창끝이 죽순 같은 형상의 애창(愛槍) "죽순"으로 싸운다.
가진 기술은 창을 회전 시켜서 관통력을 늘려 찌르는 "기간틱 드릴 스팅거", 순식간에 4체의 적을 바람 구멍 내버리는 "사연찌르기(四連突き)". 심해족에게 큰 타격을 주었다. 그러나 심해왕에게 당함.
대철학자
A급 13위. 책을 읽는 그리스 풍의 과묵한 거남. C급 붉은 육체 강도가 100이라고 할 때, 그의 육체 강도는 2442다.
버터플라이DX
A급 16위. 히어로 협회 본부 거주구, 102호실에 살고 있다.
굉장히 허세를 부리는 인물이다. 삼바 카니발에서 입는 화려한 나비의 코스튬을 입고 있다. 등의 날개를 행글라이더처럼 쓰고, 빌딩의 옥상에서 다른 빌딩의 옥상으로 뛰어다니는 것이 가능.
전광 겐지
A급 17위. 무라타판에서만 등장. 히어로 협회에서 실시한 정기재인조사(定期災因調査)에서는 D시를 담당했다.
겐지 보탈 모습의 갑옷으로 몸을 감싼 작은 남자. 기믹을 가한 롤러 스케이트나 전기를 두른 스턴 바통을 다룬다.
번개맥스(이나즈맥스)
A급 20위→A급 19위. 화약을 넣은 신발에 의한 "번개차기"로 싸운다.
그린
A급 24위. 냉정 침착한 성격과 언동의 소유자.
부유층을 대상으로 한 히어로 맨션 설명회에서 신변 경호인으로 나서게 된다.
초승달 두껍눈썹
A급 25위. 그 이름대로, 이마에 있는 초승달 모양의 장식과 굵은 눈썹이 특징.
그린과 같이, 부유층을 대상으로 한 히어로 맨션 설명회에서 신변 경호원으로 나서게 된다.
스마일맨
A급 27위. 스마일 마크가 특징인 코스튬을 입지만, 본인은 절대 웃지 않는다. 무기는 거대한 켄다마.
황금볼
A급 29위→A급 26위. 리메이크판에서만 등장한다. 히어로 협회에서 실시한 정기재인조사(定期災因調査)에서는 Z시를 담당했다. 바네히게와 사이가 좋아, 협회에서도 전투력이 높은 2명으로 평한다.
형상 기억 탄금이라는, 발사하자 미사일 모양으로 변형하는 금속제 소형의 공을 슬링 샷으로 발사한다. 그러나 다시마 인피니티에게 중상을 입었다.
모모테리
A급 30위. 무라타판의 번외편인, "헤매는 고양이"에 등장한다. 모모타로 같은 모습(서양품으로 어레인지되어 있다)을 한 코카서스. 친가는 경단 가게로, 싸우기 전에 말이 긴 것 같다.
포르테
A급 31위. 24세. 히어로 협회 본부 거주구, 101호실에 살고 있다.
항상 헤드폰과 워크맨을 달고 있으며, 브레이크 댄스의 움직임을 도입한 전투 스타일로 싸운다. 연령·선후배 같은 서열과 상하관계, "킹"등의 네임 밸류에 약하다.
바네히게
목소리-야스무라 마코토/이현/석승훈
A급 33위→A급 28위. 리메이크판에서만 등장한다. 카이제르 수염으로 턱시도를 입은 중년 남자. 히어로 협회에서 실시한 정기재인조사(定期災因調査)에서는 Z시를 담당했다.
마술처럼 꺼낸 레이피어를 이용하여 펜싱 스타일로 싸운다. 칼끝을 스프링 모양으로 좁힌 후, 강력하게 찌르는 "답무폭위(톰보이)"가 필살기.
돌 마스터
A급 33위. 인형을 조종해 싸우는 히어로. 꼭두각시 같이 보이는 쪽이 본체로, 인형을 조종하는 인물은 인형. 평소에는 본체가 인형 가방 속에 수납 되어 있다.
헤비콩
A급 34위→순위 불명. 무라타판에서만 등장. 히어로 협회에서 실시한 정기재인조사(定期災因調査)에서는 W시를 담당했다.
근육질의 육체에 쇠사슬을 띠처럼 감아, 챔피언 벨트 같은 벨트를 장착하고 있다.
페더
A급 34위. 공중살법을 자랑으로 여긴다. 무기는 양팔에 착용한 갈고리 발톱.
N시 최대의 갱단 '아이언 피스트'를 살피고, 포로가 된 에리카를 단독으로 구출하려 하지만, 그녀의 정체를 알고 절체절명의 위기에 빠진다. 에리카가 자신에게 정이 싹트고 있었다는 것을 간파하고 적에게 맞서려 하지만, 갑자기 난입해 온 사이타마와 타츠마키에 의해 '아이언 피스트'는 괴멸 되었고 에리카도 타츠마키의 팬이 되어버렸다.
에어
A급 35위. 원주민 같은 모습으로, 부메랑을 무기로써 사용한다. 가로우나 괴인 협회와의 싸움에서 중상을 받은 S급 히어로들을 "단련을 게을리 했다"고 얕보고 있다. 괴인 협회 괴멸 후, 돈신 포획을 위해 동원되었지만, 이블천연수에게 목을 관통 당한다. 머리를 사이보그화하는 것으로 목숨을 구했다.
사슬두꺼비
A급 36위. 히어로 협회 본부 거주구, 103호에 살고 있다. 도복을 입은 사슬낫의 달인.
일류의 무예자인이나, 수수하고 인기가 없기 때문에 캐릭터 만들기로 두꺼비의 탈을 쓰게 되었다.
스넥 (원작에서는 〈아크로바틱 하얀 슈트〉, 무라타판에서는〈사교권의 스넥〉)
성우 - 미키 신이치로/홍범기
A급 38위→A급 37위. 원작에서는 하얀 슈트, 무라타판에서는 뱀무늬 슈트를 입고 있다. 신인 밟기를 핑계로, 히어로 협회의 대형 루키인 사이타마를 노리기도, 아예 되갚으려다 도리어 당했다. 히어로 협회에서 실시한 정기재인조사(定期災因調査)에서는 F시를 담당했다.
해인족편에서는 은신처에 피난했지만, 은신처를 파괴한 심해왕을 향해 다른 히어로들과 함께 싸워 맞섰다. 이후 무술대회편에서 자신을 깔본 스이류를 도와 호감 캐릭터가 된다.

#### B급 히어로
지옥의 후부키
주요 인물 참조.
마츠게
B급 2위. 지옥의 후부키의 부하. 속눈썹이 길다. 리메이크판에서는 아이래시 컬러를 무기로 하고 있다. 후부키의 권유를 거절한 사이타마에게 야마자루와 함께 일격에 되갚으려다 도리어 당했다.
야마자루
B급 3위. 지옥의 후부키의 부하. 몸집이 크다. 후부키의 권유를 거절한 사이타마에게 마츠게와 함께 되갚으려다 도리어 일격에 당했다.
다크니스 블레이드
B급 50위. 리메이크판의 번외편 〈여름〉과 특별편〈센스〉에 등장한다. 검은 갑옷으로 몸을 감싼 남자, 기대의 루키로 알려졌다. "유성마렬경진검(流星魔烈鏡震劍)"을 무기로 싸운다.
탱크톱 블랙홀
B급 81위. 탱크톱 타이거와는 형제의 관계이다. 검은 탱크톱을 착용하며, 악력 200kg로 뭐든지 뭉개버리기 때문에 이렇게 불린다. 그러나, 동생과 같이 욕심이 강한 나머지, 신인 낭비나 자신들의 매명(賣名) 행위를 한 적이 있으며, 혹평을 받고 있다.
동생과 같이 사이타마를 싫어한다. Z시가 거대운석(의 파편)에게서 큰 피해를 받은 것을 이용하여 그를 "Z시에 피해를 준 원흉"으로 몰아 시민들을 선동, 정신적으로 피해를 주었다. 게다가 그를 시민들 앞에서 쓰러뜨리는 것으로 자신의 지위를 향상 시키려는 계획을 동생들도 허무하게 덤비다가 도리어 당하여, 정작 사이타마도 자신이 파괴한 거대 운석(의 파편)으로 Z시를 파괴한 것을 인정했고, 자신에게 화가 난 시민들에게 단도직입적으로 강하게 대꾸하여 잠재웠다.
제트 나이스 가이
B급 50위. 사이보그. 해인족편에서 은신처에 피난해 있던 곳에서 심해왕에 의해 습격을 받았기 때문에, 다른 히어로들과 함께 싸웠다. 그러나 패배.
머쉬룸누구임?
B급 93위. 리메이크판에서만 등장한다. 정기재인조사(定期災因調査)에서는 H시를 담당했다. 버섯 같은 머리 모양을 하고 있다.
메가네
B급 21위. 본명 모두 불명. 리메이크판의 번외편 〈불어오는 신풍(新風)〉에 등장한다. 안경을 쓴 청년이다.
원래는 회사원이었지만, 히어로 협회의 광고를 모고 히어로로 전직했다. 필사적인 노력으로 B급으로 승격되어 후부키 그룹의 재능과 수의 힘에 굴복하여 가입하게 된다. 이후 사이타마와의 만남을 통해 후부키 그룹에서 탈퇴한다
삼절곤의 릴리
성우-오자와 아리/[[김연우 (성우)|김연우]
쌈절곤으로 공격한다. 후부키 그룹의 멤버.
C급 히어로
무면허 라이더(화복자)
성우 - 나카무라 유이치/신용우/최결
C급 1위. 사이클 에어 모습인 정의의 자전거 사용자. 전투 능력은 특별히 높진 않지만, 심해왕이나 가로우 같은 이길 수 있을 리가 없음을 알아도 끝까지 포기하지 않고 강적에게도 물러서지 않고 싸우는 순수한 정의의 마음을 가진 자.그런 정의의 마음은 사람들을 감명 시킨다.
필살기는 자전거 저스티스호(號)를 맞부딪히는 "저스티스 크래쉬"이다.
리메이크판의 번외편 〈200엔〉에서는 사이타마와 같은 중학교 동기생(단 반은 사이타마와 다르며, 특히 면식은 없었던 모양)이라는 것을 엿보이는 묘사가 있으며, 사이타마가 B급으로 승격했을 때는, 감사장을 보냈으며 옥분에서 같이 식사를 한 후, 사이타마와의 우정이 싹텄다.
탱크톱 타이거
성우 - 미야자키 히로무/이상헌/석승훈
C급 6위→C급 13위. 체격이 좋은 짧은 금발을 가진 남성으로, 거리의 사람들에게서의 신뢰도 두텁다. 호피의 탱크톱을 입었고, 호랑이 같은 분위기로 싸운다. 첫 등장에서는, 할 일을 찾아 뛰어다니는 사아타마를 구박 하다가 소닉의 폭렬수리검에 의해 기절했다. 후에 사이타마가 자신의 랭크보다 높아지자 탱크톱 블랙홀과 함께 사이타마를 제압하려 하나 펀치 한방에 날아갔다.
십자키
C급 25위. 리메이크판에 등장한다. 십자 마크가 달린 탈을 쓰고, 입는 옷에도 십자가 쓰여 있다.
상복 서스펜더의 서스펜더(멜빵) 부분을 잡고 돌리는 합체기를 가지고 있다.
상복 서스펜더
C급 44위. 리메이크판의 번외편 〈살 수 없는 것〉에도 등장한다. 검은 슈트에 서스펜더(멜빵)을 붙였고, 이마에는 검은 번개 무늬가 있는 안경 쓴 남자이다.
십자키와의 합체기 "서스펜더 스톰"은 광범위한 적을 순식간에 걷어찰 수 있다. 작중에서 십자키와 콤비인 듯한 묘사가 있다.
전지맨
성우 - 테즈카 히로미치
C급 85위. 거대한 전지를 짊어진 사이보그 같은 풍모를 한 히어로. 위력이 높지만,
붉은 머플러
C급 89위. 리메이크판의 번외편 〈여름〉에 등장한다. 17만년 매미 유충에게 패배했다.
아머드 계장
C급 111위. 원래는 샐러리맨이었으나, 꿈을 쫓아 히어로로 전직한 중년 남성. 퇴직금으로 직접 만든 장갑을 장비하고 있으며, 위약을 가지고 다닌다.
가스마스크 카우보이
C급 141위. 이름대로 가스마스크를 착용하며, 카우보이 차림을 한 영웅.
그레이브 에이트
C급 174위. 음침한 분위기를 풍기는 영웅. 샷건이나 일본도, 수수께끼의 약품 등 다양한 무기를 가지고 있지만, 모두 사정이 있는 물건.
모노크로스
C급 203위. 십자가를 장식한 의상이 특징. 캐릭터를 만들기 위해 머리를 길렀지만, 여성 팬이 조금 줄어든 것 같다.
우마본
C급 283위. 무라타판에서만 등장. 말이 슈트를 착용한 것 같은 모습을 하고 있다. 정기재인조사(定期災因調査)에서는 H시를 담당했다.
스터들리스
C급 295위. 차의 타이어를 좋아하며, 타이어 자국이 새겨진 의상이 특징. 횻토코, 루돌프와 함께 가로우에게 습격 당한다.
대학원 졸업생
C급 299위. 리메이크판의 번외편 〈여름〉에 등장한다. 모히칸 선글라스 차림이지만, 겉보기와는 달리 눈은 아름답다. 17만년 매미 유충에게 패배했다.
붕붕맨
C급 331위. 심해의 왕편에서 은신처에 피난하고 있었지만, 다른 히어로들과 함께 심해왕과 응정했다.
횻토코
C급 347위. 금속제의 가면을 쓰고 있다. 스터들리스와 함께 가로우에게 습격 당한다.
토성맨
C급 359위. 원래는 「그랜드 크로스」를 명칭으로 하고 있었으나, 얼굴의 고리 때문에 현재의 히어로명을 부여 받았다.
빨간 코
C급 385위. 무라타판에서만 등장. 그 이름대로, 빨간 코가 특징. 몸에 지니고 있는 빨간 코를 다룬 보호대는 어머니의 수제품이다. 경박한 성격 때문에, 횻토코, 스터들리스와 함께 가로우에게 습격 당한다.
올백맨
성우 - 테즈카 히로미치
순위 불명. 26세. 트레이드 마크는 고등학교 시절 때 여자친구가 칭찬해준 올빽머리. 해인족편에서 은신처에 피난하고 있었지만, 심해왕의 내습에 즈음하여, 가장 먼저 협상을 시도하는 등 나름대로 냉정함과 담력을 발휘했다. 그러나 심해왕의 압도적인 실력으로 패한 이후 히어로를 은퇴했다.
체리온, 판타스
두사람 모두 순위불명. 대형 연예 사무소 "꽃미남 캐슬" 소속 아이돌 그룹 "저탄산 BOYS"의 멤버로, 센터인 두 사람이다.
1년에 달하는 하드 트레이닝을 거쳐서 C급 영웅이 되었다. 사무소의 푸시를 등에 업고, 선배인 아마이마스크에 대해서 매우 도발적인 태도를 취한다.
모히칸
순위불명. 무라타판에서만 등장. 모히칸 머리와 폭주족 풍의 패션이 특징.
스이무
성우 - 사타케 우키 / 김연우
C급 390위. OVA 5편 특전영상에 등장한 수수한 이미지의 여성 히어로. 일단 자신을 C급으로 밝히고 있으며, 능력에 대해서는 알려지지 않았다. 하지만 열차 내에서 대량의 폭탄을 발견했기 때문에 후부키에 인정받는다. 추후 후부키 그룹에 들어가게 될 가능성이 높을 것으로 보인다

#### 협회 관계자
싯치
성우 - 토비타 노부오
히어로 협회 "지구가 위험해! 예언긴급대책 팀" 리더 역이다.
턱수염 직원
성우 - 야마모토 쇼타
본명불명. 수염이 어지럽게 되어 있다. 확실하지는 않지만, 히어로 인증 시험에서 체력 시험으로 신기록을 연발하고, 운석을 파괴한 공적을 가진 사이타마에게 은근히 관심을 보이고 있다.
애니메이션에서는 안경 직원과 함께 출연이 증량 되어, 만화에서는 그려지지 않았던 히어로 협회의 움직임을 보완하는 형태로 등장하는 경우가 많다.
안경 직원
성우 - 우에다 요지
본명 불명. 히어로 인증 시험에서 체력 시험으로 뛰어난 성적을 거둔 사이타마를 "그의 육체에는 신이 깃들어 있다"라는 평가를 한 인물로, 작중에서 사이타마의 실적과 실력을 정당하게 평가하고 있는 몇 안 되는 인물 중 하나이다.
맥코이
리메이크판의 번외편 〈카츠동〉에 등장한다. 히어로 협회 제 2 오퍼레이션 실장이며, 안대 위에 안경을 쓴 남자이다. 교로교로가 보낸 괴인에게 조종 당한다.
제이미트
무라타판에서만 등장. 히어로 협회 중역. 이름대로 비만인 중년 남성.
협회의 기부금과 자신의 입장을 사물화(私物化)하고 있었기 때문에, 우연히 그것을 본 가로우에게 맞아 쓰러졌다.
시바바와
성우 = 사이토 키미코
노파 예언자이다. 예언의 적중률은 100%. 기침이 나오자 목캔디를 입에 집어 넣었더니 목에 사탕이 걸려 사망했다. 죽기 전에 "지구가 위험해!"라는 예언을 남겼다.
아고니
대부호. 3년 전, 자신의 손자가 괴인 카니란테에게 습격 당했을 때, 지나가던 남자(사이타마)의 구원을 받은 것으로부터 아이디어를 생각해냈고, 사재를 털어 히어로 협회를 설립했다.

### 괴인

#### 초반
백신맨
성우 - 나카오 류세이 / 안장혁
재해레벨: 용(龍). 환경 오염을 되풀이한 인간과 그 문명을 멸망 시키기 위해, 지구의 의사에 의해 탄생한 괴인. 갑자기 A시에 나타나 파괴의 한계를 다하고 있었지만, 현장에 달려온 사이타마의 일격에 분쇄 되었다.
카니란테
성우 - 토쿠모토 유키토시/김혜성
재해레벨: 호(虎). 게를 너무 많이 먹어서 돌연 변태한 괴인. 게 같은 양손의 집게나 갑각을 가진 신체에 브리프 한 장 걸친 모습이 특징. 「뽀글글글글(웃음)」거리며 웃는다. 사이타마가 히어로가 되는 계기가 된 괴인이기도 하다. 사이타마가 그저 눈을 하나 뽑았을 뿐인데, 온갖 신체 부위가 다 나오면서 사망하였다.
천재와 근육 형제 (리메이크판에서는 후케가오와 마루고리)
성우 - 스즈키 타쿠마(후케가오), 하마조에 신야(마루고리)/신경선(후케가오) 김혜성(마루고리)
재해레벨: 용(龍). 궁극의 딸기맛 스테로이드 「상완이두 킹」을 개발한 형(후케가오)과 그것을 복용해서 산을 능가하는 사이즈로 거대화한 동생(마루고리)의 콤비. 후케가오는 마루고리의 오른쪽 어깨에 타고 있었으나, 「(왼쪽) 어깨에 타고 있는 녀석을 죽여」라고 명령한 것을 착각해서 자신의 형을 깔아뭉개고, 마루고리는 사이타마의 일격으로 쓰러졌다.
바리커스텀
차 개조에 심취하다 변이된 괴인. 사이타마의 보통 펀치로 사망한다.
지저인
성우 - 야마모토 쇼타(지저인)/ 안장혁, 우에다 요지(지저왕)
재해레벨: 호(虎) - 지저인, 귀(鬼) - 지저왕. 지저왕이 이끄는 지상을 침략하러 온 지저인들. 사이타마의 꿈속에서 나오는 지저인들은 하나하나 모두가 신(神)급을 넘어섰다. 허나 현실에서는 훨씬 작은 크기에 사이타마에게 지저왕이 한번에 당하고 사이타마가 의욕에 넘쳐 붙어보자 말하자 '잘못했습니다'라는 깃발과 함께 돌아갔다.약해진 이유는 동족 싸움으로 알려졌다.(본래는 사이타마의 꿈에서처럼 강했다고 한다.)

#### 중반
가로우
재해레벨(용 초월 1단계) 실버 팽이 언급한 파문 당한 제자이다. 괴인을 자칭하며 사냥한 히어로만 해도 100명을 넘는다. 하지만 쓰러뜨린 히어로를 살려주거나 못생긴 아이를 괴인 키리사킹으로부터 구출해준 것을 보면 나쁘기만 한 것은 아닌 모양. 리미터 해제 직전까지 갔으나,괴인화한 후 힘이 줄어들어 원래대로 돌아온다.현재는 사이타마한테 패배하여서 산속에서 수련 중이다. 유수암쇄권을 베이스로 상대를 압도한다.

#### 진화의 집
모두 지너스에 의해 태어난 개조 생물.
모스키토 소녀(파리조종전사)
성우 - 사와시로 미유키/안현서/김연우/크리스티나 발렌주엘라
재해레벨: 귀(鬼). 모기의 신체를 가진 여성형 괴인. 리메이크판에서는 인간형에 가까운 여성적인 디자인이 되었다. 자유자재로 모기 떼를 조종해서 (지시가 닿는 범위는 반경 약 50km) 표적으로부터 피를 빨아들인다. 무수히 많은 모기에게 피를 빨린 자는 미라처럼 된다. 피를 빨지 않으면 빈약한 괴인이지만, 피를 흡수해 파워업하면 재해레벨 귀(鬼) 정도가 된다. Z시를 덮쳐 압도적인 힘으로 제노스를 고전 시켰으나, 후에 사이타마에게 맞고 한방에 쓰러진다.
각성했을 때는 모스키토 소녀 핏빛 폭풍
카마큐리
성우 - 하세가와 요시아키/김혜성
뇌수가 드러난 머리를 가진 사마귀 괴인. 사이타마의 집 천장을 뚫고 습격해서 자신의 이름을 말하기도 전에 천장을 부숴 화가난 사이타마의 일격으로 3초 만에 쓰러졌다.
나메쿠자라스
성우 - 하마조에 신야
텔레파시를 사용할 수 있는 굼벵이 괴인.
개구리 남자
성우 - 고토우 히로키
나메쿠자라스와 콤비를 짠 개구리 괴인.
아머드 고릴라
성우 - 야마모토 소우타/이재범
재해레벨: 귀(鬼). 사이보그 수술을 받은 고릴라 괴인. 평소에는 서투른 말투로 이야기하지만, 사실은 평범하게 말한다. (본인이 말하길 「폼 잡고 있었습니다」)
「진화의 집」에서 만들어진 괴인 중에서 유일하게 살아남아, 후에 지너스 박사와 같이 타코야키 가게인 「타코야키의 집」에서 일하고 있다.후에 A급 히어로 헤비콩을 쓰러트린 괴인인 마셜 고릴라를 일격으로 쓰러뜨렸다.
수왕
성우 - 사이토 지로
재해레벨: 귀(鬼). 「진화의 집」 넘버 2의 실력을 가진 괴인. 사자의 머리와 근육질인 인간의 육체를 가졌다. 필살기는 손톱에서 퍼지는 충격파로 먼 곳을 찢어버리는 「사자참」과 그것을 무서운 속도로 연발 하는 「사자참 유세군(流勢群)」. 사이타마와 공격을 주고받다가 연속 보통 펀치로 허리부터 상체까지 분쇄 당했다.
그라운드 드래곤
성우 - 하마조에 신야
짐승왕을 서포트하는 두더지 괴인. 자유자재로 땅굴을 파는 능력을 가졌다. 「진화의 집」 본부에 사이타마에게 다른 괴인이 죄다 일격에 당한 것을 지너스 박사에게 보고했다.
수왕(獣王)을 순살한 사이타마에게 두려움 없이 기어들어 도망치려고 했지만, 쫓기게 되어 하늘 높이 날려졌다.
아수라 카부토
성우 - 이시즈카 운쇼 / 최낙윤
재해레벨: 용(龍). 장수풍뎅이 괴인. 지너스 박사가 만들어낸 인공진화의 최종형태로 「진화의 집」 최강의 전사. 압도적인 성능을 가졌으나, 거만하고 품성이 부족하기 때문에 박사에서 실패작으로 되어 있다. 정신이 불안정하기 때문에 지너스 박사조차 컨트롤하지 못해서 어쩔 수 없이 「진화의 집」의 지하에 갇혀 있었으나, 사이타마를 사로잡을 최후의 수단으로 해방되었다.
후에 '아수라 모드'로 변신하여 위협을 가하지만, 사이타마의 일격으로 쓰러졌다.

#### 해인족
해인족 (애니메이션에서는 심해족)
심해에 사는 종족. 재해레벨: 호~귀(鬼). 지상을 지배하기 위해 침공해왔다. 상당히 몸집이 거대하며, 인간과 같은 몸에 수서생물의 머리를 가진다. 제 1진은 사이타마에게, 2진은 스팅거에 의해 쓰러진다.
심해왕
성우 - 코야마 리키야/민응식/최낙윤
재해레벨: 귀(鬼). 오카마 같은 소리를 하는 바다의 왕. 미사일도 튕겨내고 대피소를 뚫어버리는 괴력과 높은 자기 재생 능력, 뭐든지 녹이는 소화액 공격과, 음속의 소닉에 달하는 속도를 가졌다.
바다의 왕이기 때문에, 지상에서는 본래의 힘을 발휘하지 못하나, 비를 맞아 수분을 얻는 것으로 힘을 되찾는 것이 가능하다. S급 제노스와 프리즈너를 이겼다.

### 지네족
지네 후배
추정 재해레벨: 호(虎). 색은 빨간색이고 부자의 아들을 납치하려 했고, 다행히 보디가드인 S급 히어로 '금속배트'가 부자를 지켜주고, 지네 후배를 무찔렀다.
지네 선배
추정 재해레벨: 귀(鬼). S급 히어로 '금속배트'가 지네후배를 가뿐히 해치운 뒤, 연속으로 갑자기 나온 지네족, 괴인 라플레시돈와 협동 공격을 펼치지만 피를 흘리고 강해진 '금속배트' 에게 졌다.
지네 장로
재해레벨: 용(龍). 제노스의 '소각포'도 안 통했고, 입안에서 공격한것도 안 통했다. S급 히어로 '실버팽'과 그의 형 '봄의 합동 공격에도 불구하고, 살아남았다. '팽'이 '마지막에 전력으로 싸우는 거다!'라는 말이 끝나자마자 S급 7위 히어로 '킹'이 확성기로 지난 과거에 지네장로를 이겼던 블래스트를 데려왔다고, 도발하자 그쪽으로 가다, 갑자기 나온 사이타마에게 진심 펀치로 몸이 분쇄 되고 사망한다.

#### 공룡족
고대왕
추정재해레벨: 용(龍) 지저왕, 심해왕이 죽은 이때가 내가 고대 하던 시대다 라며 등장했다. 하지만 비행기에서 온 타츠마키가 운석을 떨어뜨려서 잠에서 깨어나자마자 사망했다.

#### 다크매터
보로스
성우 - 모리카와 토시유키/송준석/크리스 자이 알렉스
추정(가능성 있음.) 재해레벨: 신(神) 암흑도적단 다크매터의 두목. 인간 모습을 한 첫 번째 우주인. 20년 동안 우주 속을 휩쓸어, 아무도 반항하지 못하여 따분했는데, 멀리 떨어진 별에 자신과 호각으로 싸우는 자가 있다는 것을 점쟁이의 예언을 듣고 지구에 찾아왔다. 예언의 상대는 사이타마였다고 확신하여 싸움을 건다. 작중에서 처음으로 사이타마의 공격을 받아도 쓰러지지 않은 적이며, 결착이 늦어졌지만, 사이타마의 진심 펀치의 풍압에 패배하여 그 실력의 차이에 「너는 너무 강하다」라고 평했다. 풍압 만에 패한 이유는 붕성포효포로 에너지를 다 소모해서 그런 것으로 알려져 있다. 각성 가로우와 동급.
막강한 힘을 가지고 있기 때문에 적이 될 상대가 없어서 삶의 자극에 굶주려 있다는 점에 대해서는 사이타마와 동일하다. 우주 제일의 재생 능력과 막대한 에너지를 소유하고 있어, 그 일부의 에너지를 체외로 방출하는 것 만으로, 그것에 닿으면 보통 흔적도 없이 빔을 발하는 것이 가능하다. 제 2회 인기투표에서는 게류간슈프가 「지구에 (사이타마가 없이) 열흘 간 있었다면 지구를 폐허로 만들 것이다」라고 평했을 정도.괴인협회를 혼자서 없애버릴 수 있다.
최종 수단은 막대한 체내 에너지 방출을 추진력으로 생물의 한계를 넘은 신체 능력을 이끌어내는 「메테오릭 버스트」, 모든 에너지를 방출하여 열흘 안에 별의 표면을 완전히 태워버리는 「붕성포효포(崩星咆哮砲)」.
암흑도적단 다크매터 최상위 전투원
재해레벨 용(龍). 제 2회 인기투표에서의 게류간슈프에 따르면, 세 명 모두 재해 수준 귀(鬼)를 가볍게 넘는 실력을 가졌다.
메르자르가르드
성우 - 우치야마 코우키/김기철
우주선 밖에서의 감시를 담당하고 있었다. 5개의 머리와 인격을 가졌으며, 육체를 자유자재로 변형할 수 있는 능력을 가졌다. 각자의 핵이 존재하며, 그 핵을 파괴하지 않는 한 무한 재생한다. S급 히어로 4명과 맞서 싸울 정도의 실력자.
그로리버스
성우 - 하마조에 신야/권창욱
치아가 고르지 못하며, 표적을 녹이는 기술인 「애시드 브레스」를 가졌다. 「더블 파이트」, 「연옥(煉獄) 가시 조르기」, 「천공 목졸라 가르기」, 「스크류 꼬리 찌르기」 등 20종의 기술을 고안 및 개발했으나, 기술을 선보일 틈도 없이 약 20초 만에 사이타마에게 머리가 잘리며 사망한다.
게류간슈프
성우 - 고토 히로키/박성태
모습은 낙지 같은 모습을 했다. 자칭 우주 제일의 염동력사. 염동력으로 발생 시킨 잔해로 이루어진 회오리에서 원심력으로 잔해를 광속에 가까운 속도로 방출하는 「염동류석파(念動流石波)」를 사용한다. 염력으로 중력까지 조종하며 사이타마를 공격하고도 멀쩡히 서있는 사이티마를 보고 돌들을 염력으로 사이타마를 공격하려 했지만 멀쩡한 사이타마가 던진 돌에 머리가 찢기며 사망한다. 하지만 타츠마키와 비슷할 정도로 강한 염동술사이다.
천공왕
텐구 같은 모습을 하고 있는 괴인으로, 하늘을 거처로 하고 있는 모양. 고대왕과 같이 지저왕, 심해왕이 죽은 지금이야말로 지상을 정복하는 시기라 생각하여 4명의 아들들을 데리고 히어로 협회 본부를 급습하지만, 지나가던 메르자르가르드에게 참살 당한다.

#### 괴인 협회
만화 원펀맨에 등장하는 괴인들의 조직.
인류를 절멸시키고 괴인들 만의 이상 세계를 건설하기 위해 교로교로와 괴인왕 오로치가 수많은 괴인을 규합하여 설립한 단체로 500명이 넘는 괴인으로 구성된 강대한 집단.
한 곳에 모여 있는 S급 히어로 다수를 고전 시키고, 격파 직전까지 몰고 간 집단은 작중 시점에서 현재까지 이들이 유일하다. 물론 작중 설명에선 이 정도 수준의 위협성을 가진 집단은 이전에도 있었지만 전부 사이타마에게 털린 탓에 존재가 제대로 알려진 유일한 집단.
재해 레벨 귀~용급 괴인들이 무려 14명(마리)이나 있다는 시점에서 엄청난 집단은 맞다. 다만, S급 히어로들이 밀린 것은 괴인 협회가 각 히어로의 전투 특성을 잘 파악하고 있어서, 상성상 가장 유리한 괴인들로 히어로들을 상대했기 때문이기도 하다. 극도로 추한 것을 보면 제대로 움직이질 못하는 아마이마스크를 상대로 추남 대총통(재해레벨:용)이 나왔고, 무수한 참격이 특기인 아토믹 사무라이를 상대로 사실상 무한 분열하는 탓에 어지간한 참격은 쥐뿔도 안 먹히는 검은 정자(재해레벨:용)가 나왔으며, 불사신에 가까운 신체를 활용해 근접 개싸움으로 몰고 가는 좀비맨의 상대가 접근이고 자시고 할 게 없는 엄청난 위력의 원거리 광탄을 쏘는 홈리스 황제라든지. 결정적으로 타츠마키가 방심하다 사이코스의 기습 공격에 상처를 입어 잠시 힘이 약해진 것이 크다.
본부의 위치가 (괴인들 입장에서) 상당히 위태롭다. Z시의 고스트 타운에 위치했는데, 바로 근처에서 사이타마가 살고 있었다. 만약 장을 보고 오던 사이타마가 우연히 발견했다면 그 날로 괴인 협회 멸망했을 듯(...)
원작에서는 귀급과 용급으로만 이루어진 소수정예 집단이었으나 리메이크판에서는 괴인 협회에 협력하는 괴인의 수가 원작보다 늘었을 뿐만 아니라, 원작 보스 사이코스를 뛰어넘는 포스의 리메이크 버전 보스가 출현하였다. 90화에서 귀급 괴인 권투 마인이 "괴인 협회에게 한 수 접어주우어억...! 이라 했고 괴인 협회 내부에 낭~호급으로 추정되는 엄청난 수의 괴인이 있다는 게 밝혀져 수많은 괴인이 협회 내에서 한몫 잡으려는 것으로 추정된다. 이에 맞춰 히어로측 전력도 S급 뿐 아닌 A급이나 B급 심지어 C급까지 출격했다. 물론 이도 저도 아닌 놈들을 끌어모은 게 아니라 담당자가 엄선하여 선별한 실력자들이며 본진 진입이 아니라 지상에서 지원이 임무라 이들이 지상에서 잡괴인들을 맡고 본부 내에서의 전투는 원작과 유사하게 흘러갈 것으로 보인다.
S급 히어로들과 사이타마의 차이를 보여주는 집단이기도 하다. S급 히어로들은 괴인 협회를 소탕하는데 목숨을 바치면서까지 싸우는 모습을 보여주지만, 사이타마는 괴인 협회보다 강한
집단인 다크 매터를 상대로도 진심으로 싸우지 않는 모습을 보여주기 때문.
또 다른 면에서 보면 비슷한 전력이나 집단도 어떤 방식으로 싸우느냐에 따라서 달라질 수 있는지 보여주기도 한다. 다크 매터는 지구의 전력에 대해 전혀 파악하지 않은 상태에서 선공을 날리며 전면전을 펼쳤다. 결국 취미로 히어로질 하는 인간에 의해 패퇴하긴 하지만, 그를 제외하더라도 보로스가 싸움에 참전하지 않고 있는 상황에서 다크 매터의 상황도 그리 좋지는 않았다. 메르자르가르드가 S급 히어로에 묶여 있었고, 결국 후에 그들에게 패퇴했다. 도시에 쏜 포격이 타츠마키로 인해 오히려 자신들이 맞고 열심히 우주선이 공격 당하기도 했다. 물론 결국 보로스와 여타 부하들이 참전했으면 히어로 협회가 고전하거나 패했겠지만, 상대의 전력을 모르니 자신들의 전력을 보여주지도 않고 다소 여유 부리다가 그들도 큰 피해를 보았을 가능성이 높다. 그에 비해 괴인 협회는 다크 매터에 비해 완전 모래알 조직력이긴 하지만 어쨌든 교로교로의 지휘 아래 자신들이 유리한 쪽으로 싸움을 이끌고 있다. 다짜고짜 선공을 날리긴 했지만, 자신들의 계획 하에 혼란을 주기 위한 공격이었다. 또한 히어로 협회가 포기할 수 없는 인질을 잡아 자신들이 훨씬 익숙한 홈그라운드로 끌어들였으며, 오롯이 전투에만 신경 쓸 수 없게 만들었다. 히어로들의 분석까지 마친 후 상성을 타는 맞춤 상대를 내보내며 전력을 쏟아냈다. 물론 뭘 하든 간에 취미로 히어로 하는 녀석이 있는 한 승산은 없지만 어쨌든 맞춤 전략과 치밀한 계획이 교전에 어떤 영향을 미치는지 간접적으로 보여주고 있다.
ONE 특유의 작화 때문에 원작에선 그리 위화감이 없었지만, 리메이크 판에서 본격적으로 협회 전에 들어가면 묘사 수위가 상당해질 것이다. 전개 내내 밀폐된 건물과 한밤중의 폐허가 배경이라 전체적으로 분위기가 굉장히 음습하며, 그전까지는 비교도 안 될 정도로 치열하고 피 튀기는 싸움이 계속되고 히어로들이 필사적으로 싸우지만 S급 히어로들조차도 위기에 몰리기 때문.

#### 괴인협회의 괴인
검은 정자
재해래벨: 용
괴인협회 간부 중 하나이며 S급 히어로 아토믹 사무라이를 이긴 괴인 타츠마키도 만전의 상태가 아니면 이길 수 없다. 한 정자만이 살아남아 사이타마의 애완동물이 되었고, 히어로협회의 몰락을 보면서 탈출할 기회를 넘보고 있다. 검은 정자는 한 몸에 무려 40조 개에 달하는 개체를 지녔으며, 능력은 분열. 검은 정자들이 1조 마리 합치면 다세포 정자라는 괴인이 되며 10조 마리 합치면 황금 정자라는 괴인이 되는데 기존의 검은 정자보다 한참 더 강하다. 그 강함은 만전의 타츠마키도 이길꺼 말까한 정도.하지만 괴인으로 각성한 가로우에게 1정자만 남겨두고 모두 소멸한다. 그러나 리메이크 판에서는 백금정자가 되어 반격을 시도한다.(하지만 그마저도 가로우에게 털림....)
너무 크게 자란 포치
재해레벨: 용
가로우에게 큰 피해를 입혔다. 괴인협회 간부 중 하나이며 그 중에서도 상당히 강한 편인데, 사이타마의 펀치로 인해 기절했다. 그래도 실버팽과 봄의 공격을 받고도 멀쩡해서 용급 상위권으로 예상하고 있다. 현재 사이타마의 애완견이 된 상태이다.
잇몸
재해레벨: 용
괴인협회 간부 중 하나이다. S급10위 히어로 돈신을 이긴 괴인이지만, 간부중 에선 약할 것으로 추정된다.
냐앙
재해레벨: 용
리메이크에서만 등장하는 괴인이다. 괴인협회의 간부 중 하나이며 취개옥의 죄수들을 괴인으로 만들었다. 비록 구동기사한테 패하였지만, 용급 중에서는 중간 정도로 예상하고 있다.
추남 대총통
재해레벨: 용
괴인협회의 간부 중 하나이며 상당히 못생긴 모습을 하고 있다. A급 1위 히어로 아마이마스크를 처절하게 패배 시킨 괴인이다. 하지만 잇몸처럼 약한 편이다. 실버팽이 유수암쇄권으로 주먹을 받아친 게 실수로 추남 대총통의 주먹이 잇몸에게 날아갔고 열 받은 잇몸에게 먹힌다.그런 다음엔 잇몸을 찢어버리고 구토 추남대총통이 되어 검은정자를 황금정자로 만들게 하고 검성회의 인원을 아토믹 사무라이를 제외하고 모두 전멸 시켰다.
홈리스 황제
재해레벨: 용
괴인 협회의 간부 중 하나이며 수 많은 광탄을 쏜다. 신에게 힘을 받았다. S급 8위 히어로 좀비맨을 고전 시켰다. 하지만 좀비맨은 끝까지 살아남아서 홈리스 황제를 이겼다. 결국 홈리스 황제는 신에게 능력을 회수 받는 것과 함께 소멸해버린다.
교로교로(사이코스)
재해레벨: 용
원작에서는 괴인협회의 보스 리메이크에선 괴인협회의 간부 중 하나이다. 초능력을 쓰며, 후부키와 동창이다. 상당한 전략가이다.
키리사킹
재해레벨: 귀
온몸에 붕대를 감고 있고, 손 부분에 칼을 들고 있다. 도시전설 괴인 중 한 명이며, 살인광이다. 가로우의 의해 비참한 최후를 맞이한다.
피닉스 사나이
재해레벨: 용
괴인협회의 간부 중 하나. 동제와 싸우다가 패배한다.
괴인왕 오로치
재해레벨: 용
괴인협회의 보스이다. 사이코스와 합체하여 오로코스라는 융합체가 되어서 타츠마키를 포함한 S급 히어로들에게 엄청난 피해를 주었다.

### 현상수배범
해머 헤드
스킨헤드의 남성. B급 현상수배자이다.도원단이라는 보직을 이끌고 있으며 보통 사람의 몇 배나 두꺼운 두개골을 가지고 있으며, 작중에서는 그 덕분에 몇 번이나 목숨을 구했다. 싸움에서는 상당히 강한 듯하며, 과거 여러 차례 폭력 사건을 일으켰고, 노상의 싸움에서 20명을 병원으로 이송한 경력을 가지고 있다. 하지만 사이타마에게 슈트가 부서지고 도망간다.
후에, "조직"의 구성원의 제재를 받았지만, 운 좋게 살아남아, 마음을 바꾸어 일하는 것을 다짐했다.
음속의 소닉: 주요 인물 참조
파치노 패밀리
c급 현상수배범. 제노스에게 당한다.
팀을 생각하는 마음이 있다.
바네로
리메이크판의 번외편 〈불어오는 신풍(新風)〉에 등장한다. C급 현상 수배자로, 붉은 후드가 특징인 연속 방화범이다. 화염병을 사용하여 공격한다. 후부키 그룹에 소속하는 B급 히어로 20명에게 포위되어 패배한다.
부루부루
리메이크판의 번외편 〈살 수 없는 것〉에 등장한다. 강도단 "소의 위장"을 이끄는 A급 현상 수배자이다.

### 그외
찢어진 교복즈
무라타판의 번외편 〈200엔〉에 등장. 사이타마가 Z남중학교에 입학한 당시의 3학년생 2인조 불량 학생. 이름대로, 교복의 소매와 밑단이 갈기갈기 찢어져 있다.
부근 일대의 초·중학생은 그 이름을 듣자마자 두려움에 떠는 것 같고, 신입생을 건물 뒤에 불러내서는 돈을 빼앗는 짓을 하고 있다. 그러나 근본적으로는 동생만 생각하며, 빼앗은 돈은 동생들의 급식비로 충당하고 있는 것이기 때문에, 마음 속까지 악인은 아닌 모양.
크세노 박사
성우 - 오가타 켄이치
제노스를 사이보그로 개조한 정의의 과학자. 복수를 위해 사는 제노스를 걱정하고 있다.
지너스 박사
성우 - 나미카와 다이스케
「진화의 집」의 수령. 실제 나이는 70세를 넘으나, 연구의 성과에 의해 젊어졌으며, 자신의 클론을 수십 명이나 거느리고 있다. 「인류라는 종 전체의 인공적 진화」라는 꿈을 가지고 있었으나, 그것이 사회에 위험을 끼칠 수 있다는 시선으로 평가되었고, 인류에 실망하여 「진화의 집」을 설립했다.
또, 「불사신 시리즈」의 연구를 한 적이 있으며, 좀비맨은 그 연구의 유일한 성공예이다.
품성 이외는 모두 최고 걸작이었던 아수라 카부토가 사이타마에게 어이없게 쓰러진 것으로 자신이 추구해온 연구의 패배를 깨닫고 「자신이 변해야 할 것이다」라는 연구의 단념, 「진화의 집」은 파멸했다.
후에 인체 재생의 연구 중에 우연히 문어의 다리를 무한히 만들어내는 것에 성공하여, 아머드 고릴라를 판매원으로 한 다코야키집 「다코야키의 집」을 개업했다. 애니메이션 11화에서는, 아머드 고릴라와 함께 「타코야키의 집」 개점 준비를 하고 있는 모습이 그려졌다.
차란코
성우 - 마스다 토시키
뱅의 수제자. 20세. 「인기 있고 싶다」는 이유로 뱅의 도장에 입문했다. 실력은 약하나, 자신 이외의 문하생이 가로우의 힘을 두려워하여 사퇴한 후에 뱅이 「수제자를 자처해도 상관없다」라고 발언했기 때문에, 어쩔 수 없이 수제자를 자칭하고 있다.
히어로 사냥에 관여 되지 않게 하기 위해 뱅에 의해 파문 되지만, 히어로 사냥에 가로우가 있다는 것을 알고 실력을 아끼지 않고 가로우에게 도전하여 패배했다. 뱅을 분발하게 만든 원인이 되었다.
니가무시
「니가무시류권법」(ニガムシ流拳法)의 사범. 전에는 뱅의 (자칭) 두 번째 수제자였으나, 본성을 드러낸 가로우에 의해 재기불능의 상태가 되고, 다른 문하생들도 함께 도장을 떠났다.
난폭한 성격으로, 뱅의 도장에서는 후배였던 차란코에게 기절할 때까지 조르기 기술을 선보인 듯 하다. 그러나 외견과는 달리, 차란코와 동갑이며, 아저씨 취급 당하는 것을 걱정하고 있는 등, 뿌리까지 나쁜 인간이 아닌 모양.
링링
제 22회 슈퍼 파이트 대회 출전. 이나즈 맥스에게 패하였다.
초제
엄청난 유전자를 갖고 있다. 그중에서도 자신은 선택 받은 유전자(자칭)라고 한다. 포스만으로도 한 경기를 이기기도 했다. 괴인세포를 먹지만 스이류에게 패배한다.
스이류
강한 실력으로 우승을 자주 해왔다. 슈퍼 파이트 제 22회도 상금을 노려 대회에 출전한다. 사이타마에게 결승에서 지지만, 사이타마에 가발 착용이 발각되고 싸움은 졌지만 우승하였다. 우승 후, 괴인화 고케츠,괴인화 바쿠잔에게 죽어가다 사이타마가 목숨을 건져준다.
고케츠
슈퍼파이트 초대 우승자. 스이류보다 강한 힘을 가지고 있다. 하지만 오로치에게 패하고 힘의 갈증을 느껴 괴인세포를 먹고 괴인이 된다. 슈퍼파이트 참가자들도 괴인화 시키기도 하지만, 사이타마에게 한방에 머리가 절단된다.
바쿠잔
바쿠잔 역시 강한 실력을 가지고 있다. 3연패에 빛나는 실력을 갖고 있다.
하지만, 슈퍼 파이트 제 22회에서 괴인세포 4개를 먹고 괴인이 되서 스이류를 괴롭히다 사이타마에게 분쇄된다.
점쟁이
강자를 찾고 있던 보로스에게 「멀리 떨어진 별에 대등하게 싸움을 즐겁게 할 수 있는 사람이 있다」고 예언을 보여주었다.
쿠마 씨
무라타판의 번외편 〈카츠동〉에 등장. Z 경찰서 형사로 계장. 히어로 협회에 대해서는 좋게 생각하지 않고, 경찰이 있으면 히어로 협회 같은 것은 필요 없다고도 생각했다.
타레오
10세. 따돌림 당하고 있던 도중 가로우에게 구해진 소년. 그것이 원인으로 괴인 협회에서 눈을 들여 납치했지만, 가로우가 구출해냈다. 몰래 히어로가 되는 것을 꿈꾸고 있지만, 운동은 잼병. 자신과 같은 나이로 히어로를 하고 있는 동제를 동경하고 있다.
무라타판에서는 히어로나 괴인의 정보가 기재된 서적 「히어로 명감」을 가지고 있으며, 「히어로 사냥」을 위해 히어로의 서적을 찾는 가로우과 관련되게 된다. 또, 전광 겐지에게서 싸인을 받았다.
봄
「선풍철참권」(旋風鉄斬拳)의 고수. 뱅의 형. 실력은 뱅에게 뒤지지 않는다. 수백 명의 제자를 지니고 있었으나, 뱅과 마찬가지로, 신변 정리를 위해 전원 파문했다.
탓짱
가로우가 본 주마등 속에 등장한 가로우의 소년 시절의 동급생.
클래스의 중심적 존재였던 것으로 보이며, 외톨이였던 가로우와는 정반대에 위치하는 존재. 친구인 사부찡, 욧짱과도 함께 「히어로 놀이」라 부르며 가로우를 따돌림했다.
「신」(神)
홈리스 황제의 정신 세계에 나타난 수수께끼의 존재. 인류를 멸종 시키기 위해, 홈리스 황제에게 힘을 부여했다.
그 모습은 아직 아무도 확인하지 못했으며, 아직도 그 정체는 밝혀지지 않았다.
에리카
빅 아이언의 연인. 페더가 '아이언 피스트'를 추적하고 있음을 눈치챈 빅 아이언에게 파견되어, 페더에게 다가갔으나 어느새 그에게 정이 싹트고 있었다.
타츠마키가 '아이언 피스트'를 한 순간에 괴멸시킨 것을 보고, 페더에게서 타츠마키로 갈아 타버린다.
젠코
금속 배트의 여동생. 마음이 강한 성격으로, 오빠가 S급 히어로인 사실을 학교에서 자랑하는 일도 없고, 금속 배트를 평범한 오빠로서 여기고 있다.
쿠레 옷가게 주인
성우 - 조
단행본 10권 부속의 OVA 〈로드 투 히어로〉에 등장. 머리가 다 사라지기 전의 사이타마가 히어로 활동을 하던 도중 찢어져 버린 저지를 무상으로 수리해주던 포목전의 주인.
암금업체로부터 도와준 사이타마에게 감사해 하며, 현재 사이타마가 입는 히어로 슈트를 만들었고, 아파트에서 쫓겨난 사이타마에게 Z시의 고스트 타운을 가르쳐준 친절한 사람이다.
마타기
성우 - 츠지 신파치
BD/DVD 수록의 OVA 제 3화에 등장. 소닉이 숲에서 알게 된 마타기(사냥꾼). 이전에 광폭한 큰 곰에게 습격 당한 이후, 총을 든 손이 떨리는 듯이 되었다.
이노
성우 - 사토 카나미
BD/DVD 수록의 OVA 제 3화에 등장. 소닉이 숲에서 도와주고 정을 붙힌 맷돼지의 아이.

## 용어・조직・시설 • 물품
히어로 협회
대부호인 아고니에 의해 3년 전에 설립되었다. 활동은 기부금에 의해 충당되고 있으며, 소속 히어로는 경력에 따라 그 기부금을 급료로 받고있다. 작중에서 히어로는 히어로 협회에 소속된 프로 히어로를 의미하며, 아무리 좋은 의도와 정의감으로 괴인을 쓰러뜨려 사람을 구원한 히어로도, 히어로 협회에 소속되어 있지 않다면 망언을 해대는 이상한 사람으로 간주된다.
괴인세포
인간을 괴인으로 만들어주는 세포로, 몇 가지 조건이 있다. 날 것으로 먹어야 하고, 강해지고 싶은 욕망을 가져야 한다. 또 너무 많이 먹어서 몸이 못 견디는 케이스도 있다.
S급 히어로
당초에 A・B・C급 히어로만 랭크에 있었으나, 히어로 협회에서 군대에서 한 개의 사단 수준의 전투력을 가진 드문 인재를 선발하기 위해 마련된 계급이다.
멤버의 강함에 따라 재해레벨 '귀(鬼)~용(龍)'을 대처하는 정도이나, 강함에 중점을 두고 있기 때문에 수상한 사람들도 구성되어 있어, 협조성은 낮다.
A급 히어로
많은 히어로의 최종 목표인 랭크의 히어로들을 의미한다. 일반인의 지명도에 따라 사회적 영향도 높다.
B급 히어로
C급에서 승격한 히어로들이다. 최대 세력으로는 후부키가 이끄는 『후부키 그룹』이 존재한다.
C급 히어로
최하급 랭크의 히어로들이다. 소속하는 히어로의 대부분의 전투 능력은 일반인과 큰 차이는 없으며, 그다지 도움이 되지 않는다고 여겨진다. 평상시는 주로 강도와 소매치기 등, 인간의 범죄를 퇴치하고 있다.
일주일 히어로 활동을 하지 않는 경우, 명단에서 제명되어 버린다. 따라서 자주적인 활동을 해야만 히어로를 계속할 수 있고, 이에 좌절해서 이직하는 사람도 많다.
정기재인조사(定期災因調査)
히어로 협회가 치안 유지를 위해 실시하고 있는 조사이다. 괴인의 발생이나 테러 그룹의 은밀 활동, 불온한 움직임이 큰 재앙으로 발전하기 전에 미리 정보를 잡아 두는 것이 주된 목적이다.
지역의 위험도에 따른 강함과 수에 따른 영웅을 현지에 파견해서 실태를 조사한다. 올라온 조사 내용을 바탕으로 본부가 대책을 검토한다.
히어로 협회 본부
싯치가 보포이 박사에게 이 시설의 건설을 의뢰하였고, 지금은 견고한 요새로 변해있다. 다크매터 습격사건 후, 더욱 요새화되어 각지에 신속하게 달려갈 수 있도록 주변 도로 정비 및 A급 이상 히어로는 본부에서 살 수 있는 권리가 주어지게 되었다.
영웅 본부 부속 집합 아파트

대(對)괴인재해총합방위시스템

괴인
기본적인 공통점으로는 인류에게 해를 끼치는 존재라는 것이다. 지너스에 따르면, 넓은 의미의 괴인은 다음과 같은 경우로 분류된다.
- 인간이 괴인으로 변화한 것. 이 경우 원인이 되는 것은 버릇, 편중, 콤플렉스 등 변신 욕망과 좌절 등을 계기로 세포에 이상을 초래해 돌연변이를 일으킨 경우.
- 과학의 힘에 의해 괴인으로 만들어졌거나 변화한 케이스.
- 인간 이외의 생물이 괴인화한 것. 환경 오염 등이 발단이 되어, 괴생물로 변화한 케이스.
- 원래 지설을 가진 생물이 인간의 천적이었다는 케이스.

괴인끼리 정보 교환이나 커뮤니티도 존재한다.
재해 수준
위험한 정도에 따라 등급으로 분류되고, 높은 순서부터 신(神)·용(龍)·귀(鬼)·호(虎)·낭(狼)으로 나뉘어져 있다. 가끔 괴인의 강함을 나타내는 의미로도 사용된다. 거대한 운석 등 자연 재해에도 재해 수준이 사용된다.
- 신(神) ... 인류가 멸망할 정도의 위기. 사이타마 외에는 대처 불가
- 용(龍) ... 여러 도시가 파괴될 위험성이 있는 정도의 위기. S급 다수의 전투력.
- 귀(鬼) ... 하나의 도시의 기능 정지 또는 파괴의 위기. A급 10명 또는 S급 1명
- 호(虎) ... 많은 인명 피해.B급 5명 정도의 강함
- 낭(狼) ... 적은 부상자 발생. C급 히어로 3명 제압 가능

진화의 집
지너스 박사에 의해 설립된 「생명체의 진화」를 연구 및 추구하는 조직. 연구 단계에서 다양한 인체 실험을 한다. 다양한 괴인을 제조하여 사이타마가 살고 있는 Z시를 덮친다. 사이타마에 의해 괴멸된다.
괴멸된 후 지금은 그 자리에서 문어빵 집을 하고 있다.
신도단 (리메이크판에서는 도원단)
해머 헤드를 맞춘 무직에 일할 의지가 없는 테러리스트 집단. 구성원 전원이 스킨 헤드이며, "조직"에서 훔쳐낸 배틀 슈트를 착용하고 있다. 일하고 싶은 놈만 일하고 다른 사람들은 먹고 노는 이상향을 실현하기 위해 F시에서 폭동을 일으켰다.
배틀 슈트/강화 슈트
신도단(도원단) 구성원이 착용했었다. 장비한 것만으로 높은 전투력을 주는 슈트. 「조직」이 신개발한 것을 신도단(도원단)이 목숨을 걸고 훔쳐낸 것으로, 신도단(도원단)의 소지품은 아니다.
조직 (정식 명칭 불명)
이야기 곳곳에서 그 존재를 엿볼 수 있는 정체 불명의 조직. 여러 로봇이 소속되어 있는 모양.
취개옥
리메이크판의 번외편 〈프리즌〉에 등장. 한자는 「臭蓋獄」.
일반 교도소에는 가둘 수 없는 흉악한 죄수들의 격리처로 사용되는 수용 시설. 입구는 몇 겹의 중후한 문으로 구성되어, 창문 없는 두꺼운 강철벽으로 분할 되어 있다. 바깥에는 기동간수대가 감시하고 있기 때문에 탈옥은 불가능. 수감자도 수상한 자도 모두 모여 있어서, 감옥이 도덕적으로 붕괴해버리고 있었지만, 탱글탱글 프리즈너가 보스로 군림하게 되고 나서, 모든 「수형자는 사이 좋게 지내라」라는 그의 분부를 지키고 있다.
후부키 그룹
B급 1위 히어로 지옥의 후부키를 필두로 한 히어로 그룹.
후부키가 단독행동주의인 언니 타츠마키를 뛰어넘기 위해 이런저런 손을 써서 다수의 히어로를 산하에 거느리고 있다. 후부키 그룹에 속하는 히어로들은 전원 검은 슈트를 착용한다.
그 소행은 정의에 맞지 않는 경우가 있기 때문에, 신인 히어로들의 공포의 대상 중 하나이기도 하다. 자신들의 의지보다도 수의 폭력으로 대하는 공포를 위해 가입을 강요받은 신인 히어로들도 다수 있다.
탱크 토퍼
S급 히어로 탱크 톱 마스터를 필두로 한 탱크 톱의 집단.
흑도류
리메이크판의 번외편 〈새우〉에 등장. 한자는 「酷道流」.
도장깨기를 해서 시내 각지의 도장을 부숴온 신흥 무술가 집단.
저스티스맨
TV 방송의 히어로. 가로우의 말 「촌스러운 테마 송」과 함께 등장한다.
적은 세계 정복을 노리는 데빌 백작. 히어로 방송답게 「정의는 반드시 이긴다」라는 전형적인 권선징악 때문에, 거기에 부조리함을 느낀 가로우가 인간괴인이 되는 계기를 마련하게 되었다.
괴인 협회

오카메 짱
리메이크판의 번외편 〈숫자〉에 등장. 동제가 개발한 거북이 모양의 측정기.
이 장치로 생물을 비추면, 육체 강도를 수치화 할 수 있지만 "너무 약하면 수치화 할 수 없다", "9999까지 밖에 측정할 수 없기 때문에 10000 이상의 육체 강도를 가진 생물은 수치화 할 수 없다"는 단점이 있다.
꽃미남 캐슬
R시에 있다. 대기업 예능 사무소. A급 1위 히어로인 꽃미남 가면 아마이마스크나 C급 히어로 2명을 센터에 보유하고 있는 아이돌 그룹 「저탄산 BOYS」가 소속되어 있다.
저탄산 BOYS
대기업 예능 사무소 「꽃미남 캐슬」 소속. 7명으로 이루어진 아이돌 그룹.
같은 사무소의 톱 아이돌인 A급 히어로 꽃미남 가면 아마이마스크를 배껴, 1년에 이르는 하드 트레이닝을 거쳐 C급 히어로가 된 체리온 환타스를 센터에 두고 있다.
네오히어로즈
괴인 협회가 괴멸된 후 생긴 또 다른 히어로 협회. 블래스트의 아들 블루의 통치 하에 배틀슈트를 장착해 괴인들을 처치하는 활동을 하고있다. 배틀슈트의 위력은 A급 히어로 이상의 강함이다. 히어로 협회에 있는 히어로들을 스카우트하고 있는데 여러 S급 히어로들도 그곳에 들어간 상태이다. 작중 수상한 행동을 하고 있다.

### A시
사이타마가 이야기 첫부분에 백신맨과 교전한 도시로, 현재는 히어로 협회 본부가 설립되어 있다.
S급 히어로의 긴급 집회중에 다크 매터의 우주함에게서 폭격을 받아 히어로 협회를 제외하고 모두 소멸했다.
그 후에는 보포이 박사가 단독으로 시내의 전면 공사를 실행하여 히어로 협회 본부에서 뻗어 나오는 도로를 통해 어느 도시에도 신속하게 갈 수 있게 되었다.
B시
사이타마에 의해 토벌된 마루고리가 넘어져 소멸된 시.
그 후의 복구는 그다지 진행되지 않았다.
D시
마루고리가 출현하고 팔을 한 번 뻗은 것 만으로 소멸한 시.
B시와 같이 그 후의 복구는 그다지 진행되지 않았다.
전광 겐지의 관할 구역.
F시
해머 헤드 신도단(도원단)이 테러를 일으킨 시.
아크로바틱 하얀 슈트(사교권의 스넥)의 관할 구역.
G시
시바바와가 살고 있던 시.
J시
해인족 10체가 스팅거와 대결하고, 그 후 심해 왕이 히어로를 차차 격파했던 시.
피난 대피소가 존재하지만, 심해 왕에 의해 일부가 파괴되어 있다.
M시
중앙 공원 부근에서 제노스가 기신 즈시모프(G4)와 교전한 시.
킹이 살고 있는 아파트가 있다.
Q시
리메이크판에 등장. 재해 발생 건수, 출현 괴인의 평균 레벨 모두 현 내에서 손꼽히는 구역.
번견맨의 관할 구역.
R시
꽃미남 가면 아마이마스크와 저탄산 BOYS가 소속되어 있는 꽃미남 캐슬이 존재하는 시.
Z시
사이타마와 제노스가 살고 있는 시. 또 괴인 협회의 거점이기도 하다. 리메이크판에서는 최근 괴인 발생 건수가 급증하고 있는 것에 의해 사람들이 이사를 가며 일부가 고스트 타운화했다. 사이타마의 집과 팬텀 본부도 그 고스트 타운 안에 있다. 우편도 낙하산으로 보내져서 뒤숭숭하지만, 그렇기 때문에 임대료가 매우 저렴하다.
거대 운석의 낙하 때문에 괴멸 위기에 처했으나, 사이타마의 일격으로 구해졌다. 파괴된 운석 조각에 의해 심각한 규모의 물적 피해를 입었지만 기적적으로 사망자는 나오지 않았다. 괴인 협회와 히어로 협회의 전투에 의해 고스트 타운이 파괴되었다.
황금볼과 바네히게가 조사하려고 했다가 우연히 다시마 인피니티와 조우하여 싸우다 중상을 입었다.
피난대피소가 존재하지만, 사이타마에 의해 내부에서 파괴되었다.

## 서적 정보

### 단행본
ONE(원작) ・ 무라타 유스케 (리메이크판) 《원펀맨》
- 슈에이샤(점프 코믹스), 10권 (2015년 12월 현재)
  1. 「一撃」 2012년 12월 9일 제 1쇄 발행 (12월 4일 발매[슈 1]), ISBN 978-4-08-870701-3
  2. 「強さの秘訣」 2012년 12월 9일 제 1쇄 발행 (12월 4일 발매[슈 2]), ISBN 978-4-08-870702-0
  3. 「噂」 2013년 4월 9일 제 1쇄 발행 (4월 4일 발매[슈 3]), ISBN 978-4-08-870724-2
  4. 「巨大隕石」 2013년 8월 7일 제 1쇄 발행 (8월 2일 발매[슈 4]), ISBN 978-4-08-870871-3
  5. 「ズタボロに輝く」 2013년 12월 9일 제 1쇄 발행 (12월 4일 발매[슈 5]), ISBN 978-4-08-880083-7
  6. 「大予言」 2014년 5월 7일 제 1쇄 발행 (5월 2일 발매[슈 6]), ISBN 978-4-08-880128-5
  7. 「戦い」 2014년 12월 9일 제 1쇄 발행 (12월 4일 발매[슈 7]), ISBN 978-4-08-880262-6
  8. 「あの人」 2015년 4월 8일 제 1쇄 발행 (4월 3일 발매[슈 8]), ISBN 978-4-08-880382-1
  9. 「なめんな！」 2015년 8월 9일 제 1쇄 발행 (8월 4일 발매[슈 9]), ISBN 978-4-08-880530-6
    - 드라마 CD 동봉판 2015년 8월 9일 발행 (8월 4일 발매[슈 10]), ISBN 978-4-08-908248-5 - 스핀오프 드라마 CD 「모모타로?」 (원안・ONE)과 특전 씰이 부속.

  10. 「気合い」 2015년 12월 9일 제 1쇄 발행 (12월 4일 발매[슈 11]), ISBN 978-4-08-880577-1
    - 애니메이션 DVD 동봉판 2015년 12월 9일 발행 (12월 4일 발매[슈 12]), ISBN 978-4-08-908260-7 - 오리지널 애니메이션 DVD 「로드 투 히어로」가 부속.

- 대원씨아이, 9권 (2015년 12월 현재)
  1. 「일격」 2015년 7월 31일 발매, ISBN 9791133400706
  2. 「강함의 비결」 2015년 7월 31일 발매, ISBN 9791133400713
  3. 「소문」 2015년 8월 31일 발매, ISBN 9791133402175
  4. 「거대 운석」 2015년 9월 30일 발매) ISBN 9791133405251
  5. 「만신창이로 빛나다」 2015년 10월 31일 발매, ISBN 9791133405268
  6. 「대예언」 2015년 10월 22일 발매, ISBN 9791133406692
  7. 「싸움」 2015년 11월 30일 발매, ISBN 9791133408870
  8. 「그 사람」 2015년 11월 30일 발매, ISBN 9791133408887
  9. 「얕보지 마!」 2015년 12월 31일 발매, ISBN 9791133410866

### 관련 서적
- 「ワンパンマン ヒーロー大全」 2015년 10월 8일 제 1쇄 발행 (10월 3일 발매[슈 13]), ISBN 978-4-08-880549-8 - 애니메이션화를 기념해서 제작된 팬북.

## TV 애니메이션
2015년 10월 5일부터 12월 21일까지 제1기, 2019년 4월 10일부터 7월 3일까지 제2기로 TV 도쿄 계열에서 방영. 2025년 10월부터 제3기가 방영될 예정.

### 스태프
- 원작 - ONE, 무라타 유스케
- 감독 - 나츠메 신고
- 시리즈 구성 - 스즈키 토모히로
- 캐릭터 디자인・총작화감독 - 구보타 치카시
- 미술감독 - 이케다 시게미, 마루야마 유키코
- 색채설계 - 하시모토 사토시
- 촬영감독 - 후시하라 아카네
- 편집 - 키무라 카시코
- 음향감독 - 하타 쇼우지
- 음악 - 미야자키 마코토
- 음악제작 - 란티스
- 애니메이션 제작 - 매드하우스
- 제작 - 히어로 협회 본부 (반다이 비주얼, TV 도쿄, 아사츠 DK, JR 동일본 기획, 슈에이샤, 란티스, 반프레스토, 매드하우스, 굿 스마일 컴퍼니)

### 주제가
오프닝 테마 "THE HERO !! 〜분노하는 주먹에 불을 붙여라〜"
노래 - JAM Project
엔딩 테마 "별보다 먼저 찾아 주겠어"
노래 - 모리구치 히로코

### 각화 리스트
| 화수 | 원어 부제          | 번역 부제       | 그림 콘티                         | 연출              | 작화감독                  | 액션 작화감독   | 아이캐치 담당 캐릭터 | 차회예고 담당 캐릭터 |
| ---- | ------------------ | --------------- | --------------------------------- | ----------------- | ------------------------- | --------------- | -------------------- | -------------------- |
| #01  | 最強の男           | 최강의 남자     | 나츠메 신고                       | 나츠메 신고       | 구보타 치카시             | -               | 사이타마             | 카니란테             |
| #02  | 孤独のサイボーグ   | 고고한 사이보그 | 나츠메 신고                       | 우시지마 신이치로 | 코지마 케이스케           | 쿠가이 노리후미 | 제노스               | 모스키토 소녀        |
| #03  | 執念の科学者       | 집념의 과학자   | 나츠메 신고 핫타 요스케           | 핫타 요스케       | 이시바시 쇼스케           | 카메다 요시미치 | 아수라 카부토        | 아수라 카부토        |
| #04  | 今時の忍者         | 요즘 닌자       | 시바타 카츠노리 우시지마 신이치로 | 무토 노부히로     | 김세준                    | 오다 타케오     | 음속의 소닉          | 해머헤드             |
| #05  | 究極の師           | 궁극의 스승     | 요시자와 슌이치                   | 요시자와 슌이치   | 류승철 사와다 히데히코    | -               | 사교권의 스넥        | 사교권의 스넥        |
| #06  | 至恐の都市         | 지공의 도시     | 우시지마 신이치로                 | 우시지마 신이치로 | 코지마 케이스케           | -               | 타츠마키             | 후부키 후부키 그룹   |
| #07  | 最高の弟子         | 최고의 제자     | 핫타 요스케                       | 핫타 요스케       | 이사바시 쇼스케 류승철    | 쿠가이 노리후미 | 제노스               | 보포이 박사          |
| #08  | 深海の王           | 심해의 왕       | 카와지리 요시아키                 | 무토 노부히로     | 요시다 미나미 오다 코우지 | 오다 타케오     | 포동포동 프리즈너    | 스팅거 번개맥스      |
| #09  | 不屈の正義         | 불굴의 정의     | 카와지리 요시아키                 | 요시자와 슌이치   | 카메다 요시미치           | -               | 무면허 라이더        | 심해왕               |
| #10  | かつてない程の危機 | 전례없는 위기   | 카와지리 요시아키                 | 우시지마 신이치로 | 코지마 케이스케 류승철    | -               | 뱅                   | 그로리버스           |
| #11  | 全宇宙の覇者       | 전우주의 패자   | 카와지리 요시아키                 | 하타 요스케       | 김세준 이시바시 쇼스케    | -               | 아토믹 사무라이      | 보로스               |
| #12  | 最強のヒーロー     | 최강의 히어로   | 나츠메 신고                       | 나츠메 신고       | 구보타 치카시             | 오다 타케오     | 사이타마             | -                    |

| 화수    | 원어 부제              | 번역 부제                   | 그림 콘티       | 연출            | 작화감독                                                          | 수록매체                     |
| ------- | ---------------------- | --------------------------- | --------------- | --------------- | ----------------------------------------------------------------- | ---------------------------- |
|         | ロード・トゥ・ヒーロー | 로드 투 히어로              | 타치카와 유즈루 | 야마오카 미노루 | 히가시 료타, 미나이 나오코 하리하쿠가, 미시마, 에이코 오가타 아이 | 원작 제 10권 DVD 부록 한정판 |
| OVA #01 | 忍び寄りすぎる影       | 너무 살며시 다가오는 그림자 | 무토 노부히로   | 무토 노부히로   | 시마 켄이치                                                       | BD&DVD 제1권                 |
| OVA #02 | 話ベタすぎる弟子       | 너무 말을 못하는 제자       | 무토 노부히로   | 무토 노부히로   | 토다 마이                                                         | BD&DVD 제2권                 |
| OVA #03 | こじれすぎる忍者       | 너무 뒤틀린 닌자            | 히사키 코우지   | 히사키 코우지   | 타니구치 히로미                                                   | BD&DVD 제3권                 |
| OVA #04 | 強引すぎるバング       | 너무 억지부리는 뱅          | 히사키 코우지   | 히사키 코우지   | 미나이 나오코                                                     | BD&DVD 제4권                 |
| OVA #05 | 色々ありすぎる姉妹     | 너무 여러 가지 있는 자매    |                 |                 |                                                                   | BD&DVD 제5권                 |

### BD / DVD

#### 일본
영상 특전으로 ONE 원안에 의한 완전 오리지널 스토리의 OVA를 수록했다.
| 권수 | 발매일           | 수록화                                                     | 규격품번  | 규격품번   |
| 권수 | 발매일           | 수록화                                                     | BD 한정판 | DVD 한정판 |
| ---- | ---------------- | ---------------------------------------------------------- | --------- | ---------- |
| 1    | 2015년 12월 24일 | 제1화 - 제2화, OVA 제1화, 원펀☆요약 극장 제1화 - 제2화     | BCXA-1038 | BCBA-4720  |
| 2    | 2016년 1월 29일  | 제3화 - 제4화, OVA 제2화, 원펀☆요약 극장 제3화 - 제4화     | BCXA-1039 | BCBA-4721  |
| 3    | 2016년 2월 24일  | 제5화 - 제6화, OVA 제3화, 원펀☆요약 극장 제5화 - 제6화     | BCXA-1040 | BCBA-4722  |
| 4    | 2016년 3월 25일  | 제7화 - 제8화, OVA 제4화 , 원펀☆요약 극장 제7화 - 제8화    | BCXA-1041 | BCBA-4723  |
| 5    | 2016년 4월 22일  | 제9화 - 제10화, OVA 제5화, 원펀☆요약 극장 제9화 - 제10화   | BCXA-1042 | BCBA-4724  |
| 6    | 2016년 5월 27일  | 제11화 - 제12화, OVA 제6화, 원펀☆요약 극장 제11화 - 제12화 | BCXA-1043 | BCBA-4725  |

#### 대한민국
미라지 엔터테인먼트에서 BD로 제작되어 발매되었다. 블루레이 안에만 더빙이 수록된다. 전 12화 수록 예정 ova까지 더빙 수록했다.

### 웹 라디오
원펀맨 정의 집행! 진심 라디오!
2015년 11월 13일부터 히비키 -HiBiKi Radio Station-에서 방영된 웹 라디오 방송이다. 격주 금요일 갱신. 진행자는 후루카와 마코토(사이타마 역)이다. 2016년 5월 29일에 애니메이트 신주쿠에서 공개 녹음을 개최할 예정이다.
게스트
- 2격째・3격째: 이시카와 카이토(제노스 역)
- 4격째・5격째: 오노사카 마사야(포동포동 프리즈너 역)
- 6격째・7격째: 츠다 켄지로(아토믹 사무라이 역)
- 8격째: 우에다 요우지(구동기사 역)

라디오 CD
| 「원펀맨 정의집행! 라디라디오!」 라디오 CD | 「원펀맨 정의집행! 라디라디오!」 라디오 CD | 「원펀맨 정의집행! 라디라디오!」 라디오 CD | 「원펀맨 정의집행! 라디라디오!」 라디오 CD | 「원펀맨 정의집행! 라디라디오!」 라디오 CD |
| Vol.                                       | 발매일                                     | 신규 신작 녹음 특별판 게스트               | 과거방송회                                 | 규격품번                                   |
| ------------------------------------------ | ------------------------------------------ | ------------------------------------------ | ------------------------------------------ | ------------------------------------------ |
| 1                                          | 2016년 4월 27일                            | 코야마 리키야(심해왕 역)                   | 1격째〜9격째                               | HBKM-0082                                  |

### 내용주
1. ↑  리메이크판 제 3권의 부록 4컷에서는, 수왕의 시체를 먹은 까마귀가 돌연변이를 했다.